# Can Salgot
Can Salgot és una masia de Lliçà d'Amunt inclosa en l'Inventari del Patrimoni Arquitectònic de Catalunya.

## Descripció
Masia de planta rectangular i coberta a doble vessant amb carener perpendicular a la façana principal. Façana de composició simètrica, amb un cos a la dreta afegit; aquesta presenta el mateix tractament que la façana. Els angles estan emmarcats per carreus. A la planta pis hi ha una finestra regust gòtic, mentre que la resta de finestres són d'arc pla. A la banda posterior hi ha una torre de planta quadrada. Els cantells, les obertures i les franges divisòries dels pisos són de totxo. La coberta és plana i està rematada per una balustrada.

## Història
La casa és propietat de la societat d'urbanització, que s'ha cuidat de la reforma general de la casa i de la instal·lació de pistes esportives. No es coneix notícies documentals de la casa. La seva tipologia correspon a una casa del s. XVI-XVII amb ampliacions posteriors, possiblement a principis del s. XX.